# Tetrapterys goudotiana
Tetrapterys goudotiana là một loài thực vật có hoa trong họ Malpighiaceae. Loài này được Triana & Planch. miêu tả khoa học đầu tiên..